# اچ‌دی ۱۷۱۲۳۸
اچ‌دی ۱۷۱۲۳۸ یک ستاره است که در صورت فلکی کمان قرار دارد.